# Theo Herrmann (Sänger, 1907)
Theo Herrmann (* 27. Februar 1907 in Heidelberg; † 25. November 1989 in Augsburg) war ein deutscher Opernsänger und Tenor.

## Leben und Wirken
Nach dem Schulabschluss nahm er eine Lehre zum Handwerker auf. Nach einem Unfall finanzierte ihm der behandelnde Arzt ein Gesangsstudium bei Jane Freund. Sein Bühnendebüt hatte er 1927 am Nationaltheater Mannheim als italienischer Sänger im Rosenkavalier. Von 1930 bis 1935 war er am Opernhaus Düsseldorf als Sänger engagiert. Hier war er Tenorbuffo und lyrischer Tenor. Ab 1935 wirkte er an der Oper in Frankfurt am Main. 